# Devrim Yakut
Devrim Yakut, all'anagrafe Seher Devrim Yakut (Ankara, 27 maggio 1968), è un'attrice turca, nota per aver interpretato il ruolo di Mihriban Aydınbaş nella serie Brave and Beautiful (Cesur ve Güzel).

## Biografia
Devrim Yakut è nata il 27 maggio ad Ankara (Turchia), fin da piccola coltiva la passione per la recitazione e per il teatro.

## Carriera
Devrim Yakut nel 1992 si è laureata presso il dipartimento di teatro DTCF dell'Università di Ankara. Ha studiato teoria teatrale e poi recitazione presso il dipartimento di teatro DTCF. Successivamente nel 1994 è entrata a far parte dello staff dell'Adana State Theatre, dove ha lavorato lì fino al 2003. Oltre a recitare, ha anche lavorato come produttrice e formatrice presso l'Adana Tiyatro Atölyesi. Nel 2003 è stata nominata all'Ankara State Theatre. Dal 2005 insegna alla Facoltà di Lettere dell'Università di Ankara, e nel Dipartimento di Teatro di recitazione di base. Nel 2007 ha lavorato come vicedirettrice del Teatro di Stato di Ankara e in seguito dal 2007 al 2008 ha lavorato come direttrice.
Nel 2006 e nel 2007 ha partecipato all'Aysa Production Theatre come attrice ospite con la commedia Woman Cooking Her Husband. In seguito, ha tenuto lezioni di recitazione alla Bahçeşehir University nel programma del Master e al Das Das Akademi. Successivamente nel 2016 si è ritirata dai Teatri di Stato.
Nel 2016 e nel 2017 è entrata a far parte del cast della serie Brave and Beautiful (Cesur ve Güzel) nel ruolo di Mihriban Aydınbaş. Oltre alla recitazione, nel 2021 ha pubblicato il suo primo libro di racconti Aynalı Çarşısı.

## Filmografia

### Cinema
- Luks Otel, regia di Kenan Korkmaz (2011)
- Kelebeğin Rüyası, regia di Ismail Ciydem e Yılmaz Erdoğan (2013)
- Festa di matrimonio (Dügün Dernek), regia di Selçuk Aydemir e Birkan Pusa (2013)
- Solamente tu (Sadece Sen), regia di Hakan Yonat (2014)
- Yağmur: Kıyamet Çiçeği, regia di Onur Aydin (2014)
- Non raccontare favole (Bana Masal Anlatma), regia di Burak Aksak (2015)
- Let the Music Play, regia di Nesli Çölgeçen (2015)
- Çalsın Sazlar (2015)
- 8 Saniye, regia di Ömer Faruk Sorak e Birkan Pusa (2015)
- Festa di matrimonio 2: La circoncisione (Dügün Dernek 2: Sünnet), regia di Selçuk Aydemir (2015)
- Ekşi Elmalar, regia di Yılmaz Erdoğan (2016)
- Tight Dress (Dar Elbise), regia di Hiner Saleem (2016)
- Salur Kazan: Zoraki Kahraman, regia di Burak Aksak (2017)
- Aile Arasında, regia di Ozan Açiktan (2017)
- Hareket Sekiz, regia di Ali Yorgancioglu (2019)
- Baba Parası, regia di Selçuk Aydemir (2020)
- Hai mai visto le lucciole? (Sen Hiç Ateşböceği Gördün mü?), regia di Andaç Haznedaroglu (2021)

### Televisione
- Ortabereket – serie TV (1990)
- Alim Dayi – serie TV (1991)
- Keşanlı Ali Destanı – serie TV (2011-2012)
- Annem Uyurken – serie TV (2012)
- Kelebegin Rüyasi – serie TV (2013)
- Vicdan – serie TV (2013-2014)
- Ben Onu Çok Sevdim – serie TV (2013-2014)
- Analı Oğullu – serie TV (2014)
- Hom Ofis – serie TV (2014)
- Brave and Beautiful (Cesur ve Güzel) – serial TV, 32 episodi (2016-2017)
- Deli Dumrul – serie TV (2017)
- Hayat Sırları – serie TV (2017)
- Darısı Başımıza – serie TV (2018)
- Şeref Bey – serie TV (2021)
- Camdaki Kız – serie TV (2021-2022)
- Yaratilan - La creatura (Yaratılan) – serie TV (2023)

### Video musicali
- Ozbi di Popüler Fetis (2018)

## Teatro
- Yaşasın Ölüm
- Binali ile Temir di Murathan Mungan
- Taziye di Murathan Mungan
- Bir Şehnaz Oyun di Turgut Özakman - Ankara Devlet Tiyatrosu (1992)
- Ağrı Dağı Efsanesi di Yaşar Kemal - Adana Devlet Tiyatrosu (1994)
- Bozuk Düzen di Güner Sümer - Adana Devlet Tiyatrosu (1995)
- Romeo Juliet di William Shakespeare - Adana Devlet Tiyatrosu (1995)
- Midasın'ın Kulakları di Güngör Dilmen - Adana Devlet Tiyatrosu (1996)
- Üçkâğıtçı di Orhan Kemal - Adana Devlet Tiyatrosu (1997)
- Ayı ve Daha Birsürü di Anton Çehov - Adana Devlet Tiyatrosu (1997)
- Silvan'lı Kadınlar di İsmail Kaygusuz - Adana Devlet Tiyatrosu (1997)
- V.Frank di Friedrich Dürrenmatt - Adana Devlet Tiyatrosu (1998)
- Pazartesi Perşembe di Musahipzade Celal - Adana Devlet Tiyatrosu (1999)
- Hırçın Kız di William Shakespeare - Adana Devlet Tiyatrosu (2000)
- Bağdat Hatun di Güngör Dilmen - Adana Devlet Tiyatrosu (2001)
- Olağanüstü Bir Gece di Jerome Chodorov - Adana Devlet Tiyatrosu (2002)
- Demir di Rona Munro - Ankara Devlet Tiyatrosu (2003)
- Kocasını Pişiren Kadın di Behiç Ak - Aysa Prodüksiyon Tiyatrosu (2006)
- Tek Kişilik Şehir di Behiç Ak - Ankara Devlet Tiyatrosu - 2008
- Ex-Press di Mustafa Avkıran - Ankara Devlet Tiyatrosu (2009)
- Manik Atak di Bihter Dinçel ile - BKM (2019)

## Doppiatrici italiane
Nelle versioni in italiano dei suoi film e delle sue serie TV, Devrim Yakut è stata doppiata da:
- Anna Cugini[11] in Brave and Beautiful[12]

## Riconoscimenti
- Ankara Art Institute
  - 2007: Vincitrice del Premio attrice encomiabile per 5. Frank
  - 2008: Vincitrice come Miglior attrice dell'anno per Tek Kişilik Şehir

- Afife Theatre Awards
  - 2007: Candidata come Miglior attrice per Kocasını Pişiren Kadın

- Premio Lions
  - 2007: Vincitrice come Miglior attrice per Tek Kişilik Şehir

- Sadri Alışık Theatre Awards
  - 2007: Vincitrice come Miglior attrice in un musical o commedia per Kocasını Pişiren Kadın

- Theatre Magazine Awards
  - 2007: Candidata come Miglior attrice per Kocasını Pişiren Kadın
  - 2019: Vincitrice come Miglior attrice in una commedia per Manik Atak